# 文安公主 (唐德宗)
文安公主（793年—828年），名代宗兒1，唐朝公主，是中国唐朝皇帝唐顺宗李诵第十七女2。母陳氏3，史书仅仅记载了她的封号文安公主。唐宪宗时，进文安长公主，文安公主出家为道士，在唐文宗太和二年（828年）去世，享年三十六。